# (10288) Saville
(10288) Saville (1983 WN) – planetoida z pasa głównego asteroid okrążająca Słońce w ciągu 3,56 lat w średniej odległości 2,33 j.a. Odkryta 28 listopada 1983 roku.